# Сарачинеско
Сарачинеско (італ. Saracinesco) — муніципалітет в Італії, у регіоні Лаціо,  метрополійне місто Рим-Столиця.
Сарачинеско розташоване на відстані близько 45 км на схід від Рима.
Населення — 182 особи (2014).
Щорічний фестиваль відбувається останньої неділі вересня. Покровитель — святий Архангел Михаїл.

## Демографія
Населення за роками:

Станом на 1 січня 2023 року в муніципалітеті офіційно проживало 11 іноземців з 6 країн, серед них 6 громадян країн Євросоюзу.

## Сусідні муніципалітети
- Антіколі-Коррадо
- Черрето-Лаціале
- Мандела
- Рокка-Кантерано
- Самбучі
- Віковаро